# Besleria solanoides
Besleria solanoides là một loài thực vật có hoa trong họ Tai voi. Loài này được Kunth mô tả khoa học đầu tiên năm 1818.